# Deep Throat (The X-Files)
«Deep Throat» es el segundo episodio de la primera temporada de la serie de televisión de ciencia ficción, The X-Files, que se emitió en la cadena Fox el 17 de septiembre de 1993. Escrito por el creador de la serie Chris Carter y dirigido por Daniel Sackheim, el episodio Introdujo varios elementos que se convertirían en elementos básicos de la mitología de la serie.
La serie se trata de los agentes especiales del FBI Fox Mulder (David Duchovny) y Dana Scully (Gillian Anderson) que investigan casos vinculados a lo paranormal, llamados expedientes X. Mulder cree en los fenómenos paranormales, mientras que la escéptica Scully intenta desacreditarlos. En este episodio, la pareja investiga una posible conspiración en la Fuerza Aérea de los Estados Unidos y Mulder se encuentra con un misterioso informante que le advierte que se mantenga alejado del caso. Sin inmutarse, Mulder continúa y se acerca más que nunca a la verdad sobre la vida extraterrestre, solo para perder su progreso nuevamente.
El episodio presentó al personaje de Garganta Profunda, interpretado por Jerry Hardin, quien sirvió como informante de Mulder durante la primera temporada. Este se inspiró en el personaje histórico Deep Throat y sirvió para cerrar la brecha entre los protagonistas y los conspiradores que investigarían. El episodio en sí se centró en elementos comunes de la ufología, con un entorno que recuerda al Área 51 y la Base de la Fuerza Aérea Nellis. Contenía varios efectos especiales que Carter describió más tarde como «buenos, dadas las restricciones [de la serie]»; aunque señaló que las escenas con luces parpadeantes estaban mal hechas. En su emisión estadounidense inicial, «Deep Throat» fue visto por aproximadamente 6,9 millones de hogares y 11,1 millones de espectadores y atrajo críticas positivas de los críticos de televisión.

## Argumento
En el suroeste de Idaho, cerca de la Base Ellens de la Fuerza Aérea, la policía militar allana la casa del coronel Robert Budahas (Andrew Johnston), quien robó un vehículo militar y se atrincheró en el interior. Descubren a Budahas en su baño, temblando y cubierto de erupciones.
Cuatro meses después, los agentes del FBI Fox Mulder (David Duchovny) y Dana Scully (Gillian Anderson) se reúnen en un bar de Washington para discutir el caso Budahas. Mulder explica que Budahas, un piloto de pruebas, no ha sido visto desde la redada y, como los militares no comentaron sobre su condición, el FBI se ha negado a investigar. Mulder afirma que otros seis pilotos están desaparecidos en la base, que está sujeta a rumores sobre aviones experimentales. Mientras usa el baño del bar, Mulder es abordado por un misterioso informante llamado «Garganta profunda» (Jerry Hardin), quien le advierte que evite el caso. Afirma que Mulder está bajo vigilancia, lo que luego resulta ser cierto.
Mulder y Scully viajan a Idaho y se encuentran con la esposa de Budahas, Anita (Gabrielle Rose), quien afirma que su esposo exhibió un comportamiento errático antes de su desaparición. Los lleva a un vecino cuyo esposo, también piloto de pruebas, se está comportando de manera similar. Scully hace una cita con el director de la base, el coronel Kissell, pero él se niega a hablar cuando visitan su casa. Posteriormente se encuentran con el reportero local Paul Mossinger (Michael Bryan French), quien los remite a un restaurante local de temática ovni; allí, discuten sobre ovnis con el propietario, quien cree que ha presenciado varios cerca.
Al visitar la base esa noche, los agentes presencian un misterioso avión que realiza maniobras aparentemente imposibles en el cielo. Huyen cuando se acerca un helicóptero negro, aparentemente en busca de Emil (Seth Green) y Zoe (Lalainia Lindjerg), una pareja de adolescentes invasores. Mientras Mulder invita a Emil y Zoe a comer en el restaurante, les cuentan a los agentes sobre las luces y cómo creen que los ovnis se lanzan desde otra base cercana. Mientras tanto, Budahas regresa a su casa sin recordar lo sucedido. Después de salir del restaurante, Mulder y Scully se enfrentan a agentes vestidos de negro, que destruyen las fotografías que han tomado y les ordenan que se vayan de la ciudad.
Un Mulder indignado se cuela en la base con la ayuda de Emil y Zoe. Ve una nave triangular sobrevolar y luego es capturado por soldados que manipulan su memoria. Mientras tanto, Scully se reencuentra con Mossinger, a quien descubre que en realidad es un agente de seguridad de la base. A punta de pistola, ella lo obliga a guiarla a la base y lo cambia por Mulder. Habiendo sido negada la verdad sobre la base, Mulder y Scully regresan a Washington. Días después, Mulder se encuentra con Garganta Profunda mientras corría en una pista local. Mulder pregunta si «ellos» realmente están presentes en la Tierra; Garganta Profunda responde que «llevan aquí mucho, mucho tiempo».

## Producción

### Concepción y preproducción

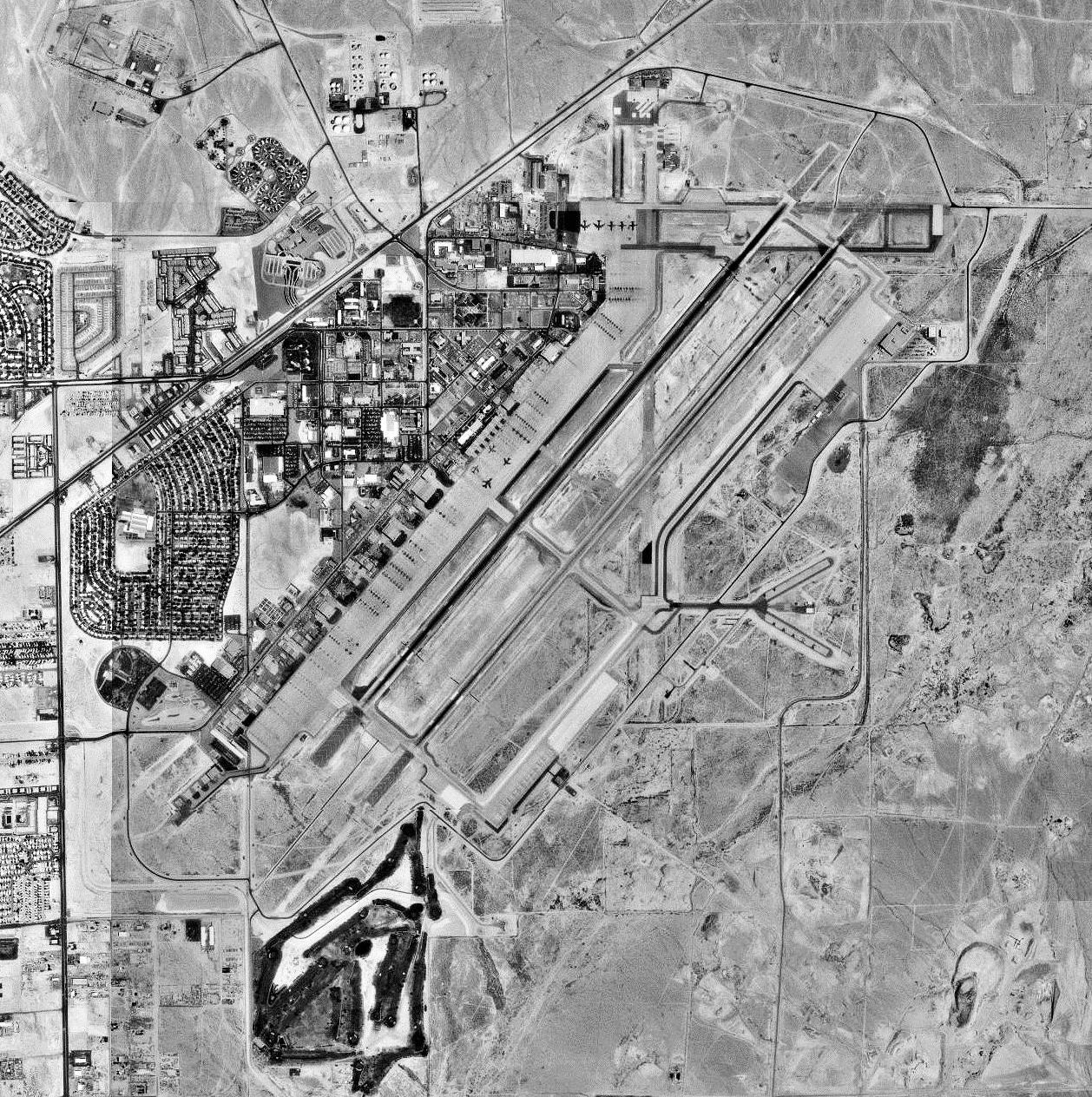
La Base de la Fuerza Aérea Ellens fue inspirada en una real: la Base de la Fuerza Aérea Nellis.

Este episodio marcó la primera aparición de Hardin como Garganta profunda. El creador de la serie Chris Carter dijo que el personaje se inspiró en el histórico Deep Throat, un informante que filtró información sobre la investigación del FBI sobre el escándalo Watergate a los periodistas Carl Bernstein y Bob Woodward. Más tarde se reveló que Garganta Profunda era el director asociado del FBI, Mark Felt. También se citó como influencia a X, el personaje interpretado por Donald Sutherland en la película JFK de Oliver Stone de 1991. Carter creó el personaje para cerrar la brecha entre Mulder y Scully y los sombríos conspiradores que trabajaban contra ellos; describiendo a Garganta Profunda como un hombre «que trabaja en algún nivel de gobierno que no tenemos ni idea de que existe». Carter se sintió atraído por Hardin después de verlo en The Firm, y describió el casting como una «elección fácil». Hardin voló a Vancouver cada pocas semanas para filmar sus escenas. Carter calificó la representación de Hardin de «muy, muy buena».
Según Carter, era evidente que The X-Files era una «serie en proceso» durante este episodio. El episodio se inspiró en la ufología común. Los creyentes en los extraterrestres han pensado durante mucho tiempo que el Área 51 de Nevada y la Base de la Fuerza Aérea Nellis tienen tecnología extraterrestre capturada durante el incidente ovni de Roswell en 1947. El nombre Base de la Fuerza Aérea Ellens se deriva del nombre de la novia de la universidad de Carter, cuyo apellido era Ellens. El proyecto militar de la historia se inspiró en un rumor de que la Fuerza Aérea de los Estados Unidos había iniciado un proyecto llamado Proyecto Aurora. Carter dijo que recordaba que la gente hablaba de este rumor y que su inclusión en la historia era un «guiño». El apellido de los dos personajes invitados, Budahas, proviene de un amigo de Carter de la escuela secundaria. Duchovny y Anderson nunca habían usado un arma o sostenido una antes, por lo que fueron capacitados para sostenerlas correctamente.

### Filmación
Las escenas en las que Mulder se infiltra en la base aérea fueron filmadas en una base aérea real de los Estados Unidos. Con un presupuesto pequeño y un horario de televisión en el que pensar, Carter dijo que los efectos parecían «buenos, dadas las restricciones» que enfrentaban. El ovni fue construido digitalmente, basado en lo que el supervisor de efectos visuales Mat Beck describió como una «especie de plataforma de luces de discoteca» que se alquilaba a un «proveedor de fiestas». Carter comentó sobre la dirección de Sackheim, señalando que el episodio estuvo «bien filmado». Hacia el final de la filmación de las escenas nocturnas, el sol comenzaba a salir, lo que obligó al miembro del equipo de John Bartley a arreglar los ángulos para mantener las escenas lo más oscuras posible. Una escena, en la que Mulder se infiltra en la base de la Fuerza Aérea, ya había sido reescrita para cambiar su escenario de día a noche; el sol naciente obligó a filmar la escena como se concibió originalmente.
La casa utilizada para las tomas exteriores de la casa de la familia Budahas se reutilizó en la siguiente serie de Carter, Millennium, como el hogar del protagonista Frank Black. El dueño de la casa era un asistente de vuelo que se reunía con frecuencia con los miembros del elenco y el equipo mientras viajaban dentro y fuera de Vancouver. La escena inicial con Duchovny y Anderson en el bar se filmó en un restaurante de Vancouver llamado The Meat Market, que según Carter era un «lugar mucho más divino de lo que los diseñadores de producción querrían hacer creer». El Meat Market fue el único bar que el equipo pudo encontrar que no había sido renovado a raíz de la Expo 86 y que conservaba una sensación de «viajar mucho». Más tarde apareció en el episodio de la tercera temporada «Piper Maru». El restaurante al borde de la carretera utilizado para las tomas interiores del «Flying Saucer Diner» estaba lo suficientemente alejado de los otros lugares de rodaje que se tuvo que poner a disposición un autobús para transportar a los miembros de la producción, para ahorrar en gastos de viaje. Solo el ayudante de Al Campbell hizo uso de este servicio de autobús, lo que provocó que los productores abandonaran la idea hasta el episodio de la cuarta temporada «Herrenvolk».
La estrella invitada Seth Green dijo que a pesar de haber sido elegido como el «niño fumador de hierba» Emil, y haber «actuado como el fumador de hierba afable en la televisión y el cine», nunca antes había consumido cannabis. Green relató que su primer día en el set llegó justo después de que Duchovny terminara de filmar su escena final; Green quedó impresionado con la conducta de Duchovny y su actuación improvisada, y agregó que los dos «simplemente se divirtieron».

### Posproducción
Carter afirmó que las escenas con las luces parpadeantes en el cielo eran «los peores efectos que hemos hecho», dados los límites de dinero y tiempo; también comentó que los efectos especiales aún estaban en pañales. Beck fue el productor y supervisor de efectos especiales durante la primera temporada; él y Carter intentaron sin éxito hacer que los efectos especiales parecieran tridimensionales y «mejores». Según Carter, el resultado parecía una «especie de juego de Pong de alta tecnología».
Este episodio marca el debut de Mark Snow como compositor en solitario de la serie. Carter dijo que él y el equipo de producción tenían «miedo» de usar demasiada música en el episodio y en la primera temporada en su conjunto. La voz en off de Anderson hacia el final del episodio se insertó después de las quejas de los ejecutivos de Fox, que deseaban más cierre. Los ejecutivos sintieron que se suponía que los espectadores no debían estar «confundidos» después de ver y debían tener al menos una ligera idea de lo que estaba pasando. Las voces en off se convirtieron en una técnica común durante el resto de la serie.

## Temas
La advertencia de Mossinger a Mulder de que algunas verdades deberían mantenerse ocultas al público ha sido citada por académicos como una representación de la dificultad de obligar a las grandes organizaciones a asumir la responsabilidad por las malas acciones. La revelación final del episodio, de que los extraterrestres han estado en la Tierra «durante mucho, mucho tiempo», ha sido citada como siguiendo una tendencia de posfuturismo establecida por el cine de ciencia ficción en la década de 1980. Esta tendencia ha reemplazado los temas tradicionales de ciencia ficción, como la exploración espacial, con temas inspirados en el escándalo  Watergate y la difusión de las teorías de conspiración.

## Recepción
«Deep Throat» se estrenó en la cadena Fox el 17 de septiembre de 1993. La emisión estadounidense inicial de este episodio fue vista por aproximadamente 6,9 millones de hogares y 11,1 millones de espectadores. Obtuvo una calificación Nielsen de 7,3, con una cuota de pantalla de 14, lo que significa que aproximadamente el 7,3 por ciento de todos los hogares equipados con televisión y el 14 por ciento de los hogares que ven televisión, sintonizaron el episodio. El episodio fue lanzado en VHS en 1996, junto con «Pilot», y también se lanzó en DVD como parte de la primera temporada completa. Más tarde se incluyó en The X-Files Mythology, Volume 1 - Abduction, una colección de DVD que contiene episodios centrados en la mitología de la serie.
En una retrospectiva de la primera temporada en Entertainment Weekly, el episodio recibió una calificación de B+, con elogios por la actuación «cansada del mundo» de Hardin, aunque la reseña señaló que el «tono quejumbroso y siniestro» del episodio era «un poco incómodo, pero lleno de promesas de cosas por venir». Adrienne Martini, del Austin Chronicle, calificó el episodio como «divertido de ver», y lo describió como «gran programa»; mientras que San Jose Mercury News calificó al personaje principal como «el nuevo personaje más interesante de la televisión», y también llamó al episodio «extraño pero maravilloso». Mike Antonucci del Toronto Star escribió que el episodio demuestra que Carter «puede combinar elementos sutiles y complicados con una acción trepidante», y agregó que «nada es obvio acerca de The X-Files, excepto su calidad». Michael Janusonis del The Beaver County Times fue más crítico, llamándolo «un gusto adquirido» y señalando que «en cierto modo se desestimó al final», careciendo de «una resolución completamente satisfactoria».
Escribiendo para The A.V. Club, Keith Phipps calificó el episodio con una A-, encontrándolo «casi como una extensión del piloto». Phipps sintió que la escena del secuestro de Mulder era «uno de los momentos más aterradores de los primeros días de la serie, tanto por lo que sugiere como por lo que muestra». Al escribir para el sitio web Den of Geek, Matt Haigh dio al episodio una reseña positiva y elogió su decisión de no responder a todas las preguntas que formula. Haigh señaló que «el hecho de que no tengamos ni idea de lo que realmente sucedió como Mulder y Scully solo mejora la experiencia de verla», encontrando que tal misterio es «una cosa realmente rara» en las cadenas de televisión. Robert Shearman y Lars Pearson, en su libro Wanting to Believe: A Critical Guide to The X-Files, Millennium & The Lone Gunmen, calificaron el episodio con cinco estrellas de cinco, y encontraron que era «mucho más seguro en su ritmo y tono». que el episodio anterior. Shearman y Pearson sintieron que el episodio era «una historia hábilmente escrita de encubrimiento y paranoia», y señalaron que «establece los temas generales del programa tan bien, que casi parece una introducción».
«Deep Throat» fue citado como el comienzo de «preparar el escenario para los conflictos centrales» de la serie. Dan Iverson de IGN sintió que el episodio sirvió para «abrir la puerta a las posibilidades de esta serie»; mientras que Meghan Deans de Reactor señaló que «aunque el piloto introdujo la idea de una conspiración del gobierno, es “Deep Throat” la que patea los bordes del lienzo». La introducción de Hardin como Garganta profunda en el episodio fue catalogada por Entertainment Weekly como el número 37 en su lista de «Los 100 mejores momentos televisivos» de la década de 1990.